# Bartol Kašić
Bartol Kašić, tudi Bartul Kašić, Bartholomaeus Cassius, Bartolomeo Cassio, včasih podpisan kot Bogdančić ali Pažanin, hrvaški pisec, jezikoslovec in jezuit, *15. avgust 1575, Pag, Beneška republika, †28. december 1650, Rim, Papeška država.